# Saint-Victor-de-Malcap
Saint-Victor-de-Malcap település Franciaországban, Gard megyében. Lakosainak száma 827 fő (2022. január 1.). Saint-Victor-de-Malcap Saint-Sauveur-de-Cruzières, Potelières, Rochegude, Saint-Ambroix, Saint-Brès, Saint-Denis és Saint-Jean-de-Maruéjols-et-Avéjan községekkel határos.

## Népesség
A település népessége az elmúlt években az alábbi módon változott:
| Lakosok száma | 412  | 505  | 506  | 629  | 829  | 839  | 833  | 839  | 844  | 827  |
|               | 1968 | 1982 | 1990 | 2006 | 2013 | 2015 | 2017 | 2019 | 2020 | 2022 |